# Curtiss B-2 Condor
Pour les articles homonymes, voir B2.
Le Curtiss B-2 Condor est un bombardier américain de l'entre-deux-guerres.

## Versions
- XB-2 (serial 26-211) : prototype du B-2 Condor, il est très semblable au Keystone XB-1B[1].
- B-2 : version de production, 12 exemplaires sont construits[2].
- B-2A : conversion d'un B-2 pour une version à deux pilotes[3].